# JWM
JWM (Joe's Window Manager) è un gestore delle finestre per i sistemi Linux, sviluppato dal 2003 da Joe Wingbermuehle.

## Caratteristiche
JWM è un window manager (WM) leggero supportato da moltissime Distribuzioni GNU/Linux e FreeBSD di default ha una barra degli strumenti con menu senza aggiornamento automatico e contorno per le finestre con i tre tradizionali bottoni, può essere esteso con altri programmi come il desktop a icone basato su rox-filer o spaceFM sostituito sulla distribuzione GNU/Linux AntiX da zzzfm, il menu utente può essere esteso con Xdgmenumaker o sostituito da JGmenu, ha sistema di temi separato da quello GTK. Nella versione base la configurazione in linguaggio XML è scritta nel file .jwmrc e va modificata manualmente. Alcune Distribuzioni GNU/Linux come Puppy Linux o AntiX offrono un pannello di configurazione che consente di impostare lo sfondo, il tema, le applicazioni nella barra degli strumenti, il sistema di focus ed altre opzioni minori.
Si dimostra nell'utilizzo molto leggero e veloce rispetto ad altri ambienti, come per esempio KDE e GNOME.

## Utilizzo nelle distribuzioni GNU/Linux
JWM è usato come standard nella distribuzione Puppy Linux, ed è una delle alternative in AntiX.